# Knoopsgat

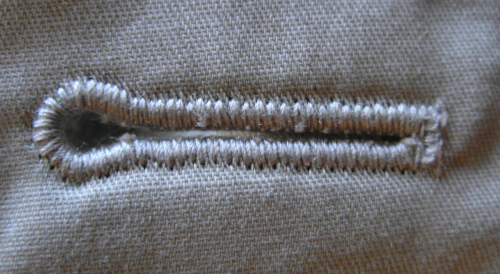
Knoopsgat in de vorm van een sleutelgat.

Een knoopsgat is een opening in kleding waardoorheen een knoop, bevestigd aan een ander deel van de kleding, wordt geplaatst zodat deze twee kledingdelen met elkaar zijn verbonden.

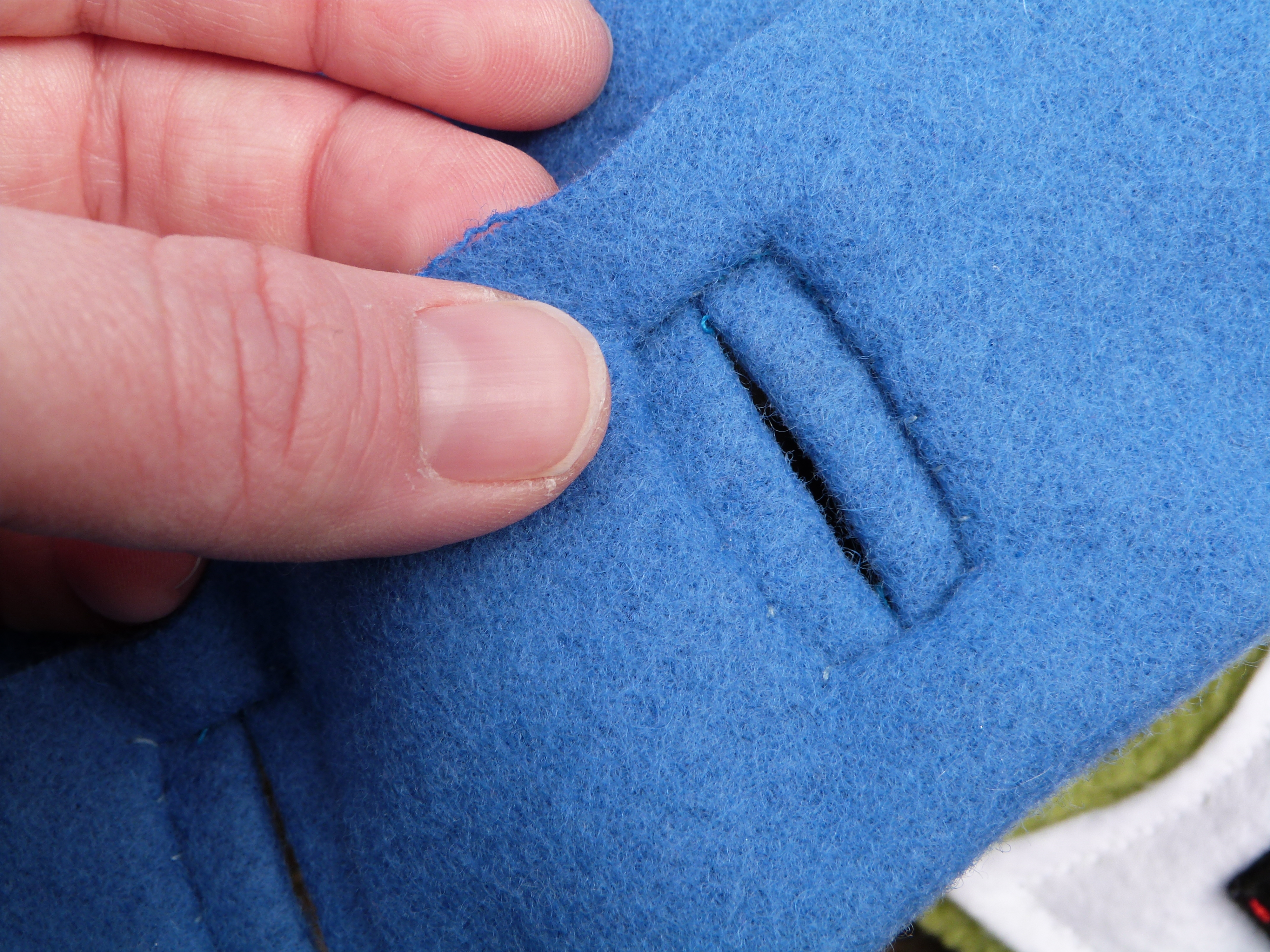
Knoopsgat met paspel

Een knoopsgat kan een rechte gleuf zijn maar ook de vorm hebben van een sleutelgat; dit wordt een oogknoopsgat genoemd. Kleding van een dikke stof, zoals mantels, krijgen vaak knoopsgaten met een paspel, een extra stukje stof dat als een beleg wordt ingenaaid. Zo een knoopsgat wordt ook wel gepassepoileerd genoemd. 
Meestal is een knoopsgat een opening in het kledingmateriaal die rondom langs de randen wordt versterkt met naaiwerk om uitscheuren te voorkomen. Dit gebeurt machinaal, of handmatig met de knoopsgatensteek. Het knoopsgat dient groot genoeg te zijn om de knoop door te laten, maar klein genoeg om te voorkomen dat dit spontaan gebeurt, waardoor het kledingstuk spontaan zou openvallen.
De linker revers van een jas heeft meestal een knoopsgat om bijvoorbeeld een corsage of andere knoopsgatversiering in te bevestigen.

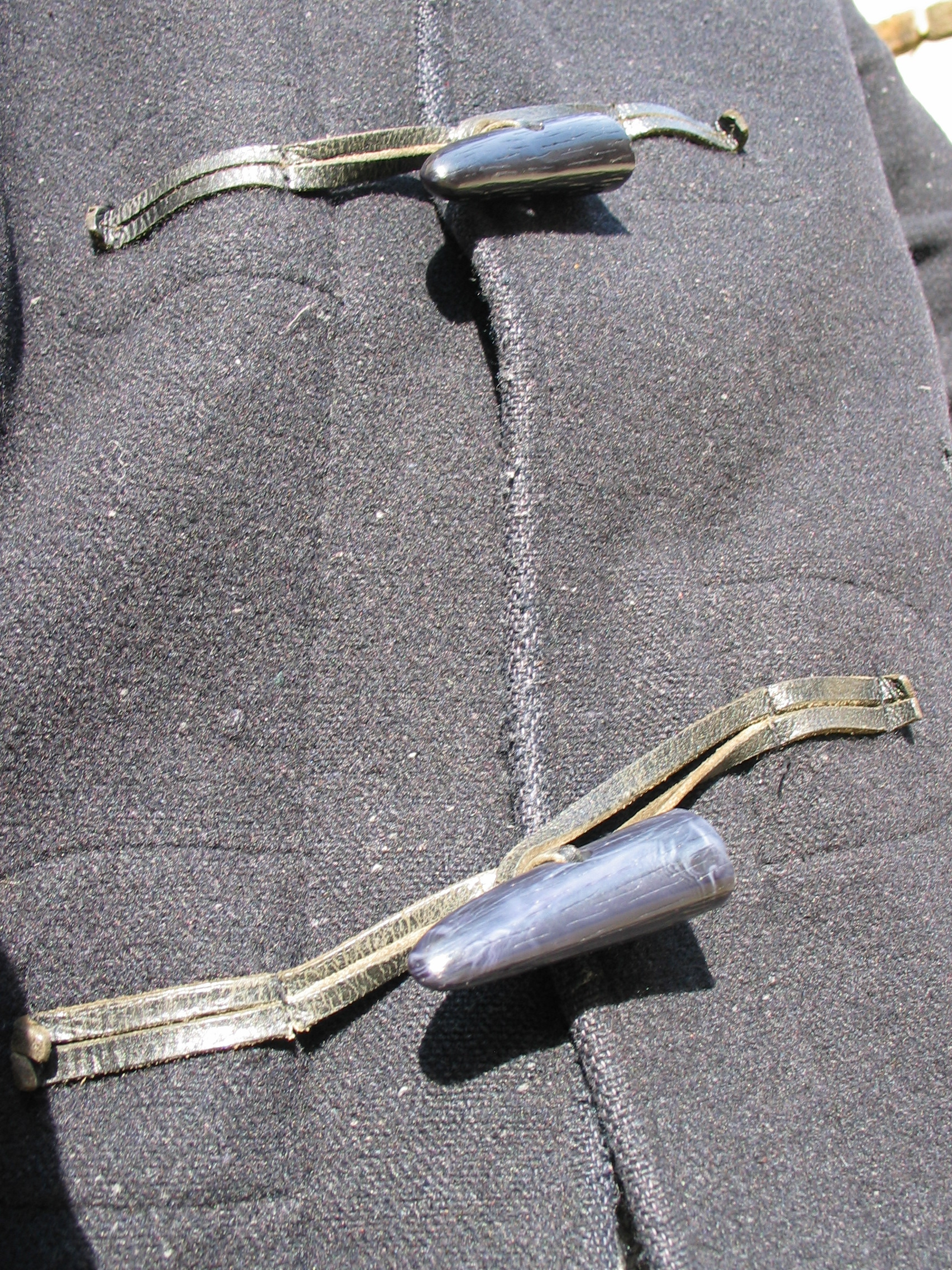
Een knoop vastgehouden door een lus.

De functie van knoopsgat, voor het bevestigen van een knoop, kan ook uitgevoerd worden met een lus.
Knoopsgaten kunnen horizontaal of verticaal worden aangebracht. In de regel zijn knoopsgaten horizontaal, behalve als ze in een sluitbies of aparte strook worden aangebracht, dan zijn ze verticaal.
In gebreide kledingstukken kunnen knoopsgaten worden gemaakt door een aantal steken af te hechten, en in de volgende naald hetzelfde aantal weer op te zetten en daarmee verder te breien.